# Championnat de Guinée-Bissau de football 1980-1981
Navigation
Édition précédente Édition suivante
La saison 1980-1981 du Championnat de Guinée-Bissau de football est la septième édition de la Primeira Divisião, le championnat de première division en Guinée-Bissau. Quatorze équipes se retrouvent au sein d'une poule unique où elles s'affrontent à deux reprises. En fin de saison, les deux derniers du classement sont relégués afin de permettre le passage du championnat à douze équipes.
C'est le club de Sport Bissau e Benfica, double tenant du titre, qui est à nouveau sacré cette saison après avoir terminée en tête du classement final, avec quatre points d'avance sur l'UDI Bissau et six sur le Desportivo de Gabú. Il s'agit du quatrième titre de champion de Guinée-Bissau de l'histoire du club, qui réalise même le doublé en s'imposant en finale de la Coupe de Guinée-Bissau face au Desportivo de Gabú.

## Les clubs participants
- Sporting Clube de Bissau
- UDI Bissau
- Sport Bissau e Benfica
- Ténis Clube de Bissau
- Desportivo de Gabú
- Clube de Futebol "Os Balantas"
- Ajuda Sport de Bissau
- Estrela Negra de Bolama
- Desportivo Recreativo Cultural de Farim
- Bula Futebol Clube
- Futebol Clube de Cantchungo
- Futebol Clube de Tombali
- Estrela Negra de Bissau
- Futebol Clube de Quinara

## Compétition

### Classement
Le classement est établi sur le barème de points suivant : victoire à 2 points, match nul à 1, défaite à 0.
| Rang | Équipe                                  | Pts | J  | G  | N  | P  | Bp | Bc | Diff |
| ---- | --------------------------------------- | --- | -- | -- | -- | -- | -- | -- | ---- |
| 1    | Sport Bissau e BenficaT C               | 38  | 26 | 15 | 8  | 3  | 37 | 11 | +26  |
| 2    | UDI Bissau                              | 34  | 26 | 12 | 10 | 4  | 34 | 18 | +16  |
| 3    | Desportivo de Gabú                      | 32  | 26 | 11 | 10 | 5  | 42 | 26 | +16  |
| 4    | Estrela Negra de Bissau                 | 31  | 26 | 10 | 11 | 5  | 39 | 22 | +17  |
| 5    | Ajuda Sport de Bissau                   | 29  | 26 | 11 | 7  | 8  | 28 | 21 | +7   |
| 6    | Futebol Clube de Cantchungo             | 28  | 26 | 9  | 10 | 7  | 26 | 24 | +2   |
| 7    | Sporting Clube de Bissau                | 28  | 26 | 9  | 10 | 7  | 36 | 33 | +3   |
| 8    | Bula Futebol Clube                      | 27  | 26 | 8  | 11 | 7  | 20 | 21 | -1   |
| 9    | Ténis Clube de Bissau                   | 26  | 26 | 7  | 12 | 7  | 22 | 25 | -3   |
| 10   | Futebol Clube de Tombali                | 25  | 26 | 10 | 5  | 11 | 35 | 39 | -4   |
| 11   | Estrela Negra de Bolama                 | 22  | 26 | 5  | 12 | 9  | 28 | 38 | -10  |
| 12   | Clube de Futebol "Os Balantas"          | 20  | 26 | 7  | 6  | 13 | 28 | 39 | -11  |
| 13   | Futebol Clube de Quinara                | 14  | 26 | 1  | 12 | 13 | 22 | 44 | -22  |
| 14   | Desportivo Recreativo Cultural de Farim | 10  | 26 | 1  | 8  | 17 | 16 | 52 | -36  |

|  | Qualification pour la Coupe des clubs champions africains 1982 |
|  | Qualification pour la Coupe des Coupes 1982                    |
|  | Qualification pour la Coupe de l'UFOA 1982                     |
|  | Relégation en deuxième division                                |
|  | T : Tenant du titre C : Vainqueur de la Coupe de Guinée-Bissau |

## Bilan de la saison
| Championnat de Guinée-Bissau de football 1980-1981 |                                         |
| Champion                                           | Sport Bissau e Benfica (4e titre)       |
| Coupes et trophées                                 |                                         |
| Vainqueur de la Coupe de Guinée-Bissau 1980-1981   | Sport Bissau e Benfica                  |
| Qualifications continentales                       |                                         |
| Coupe des clubs champions africains 1982           | Sport Bissau e Benfica                  |
| Coupe des Coupes 1982                              | Desportivo de Gabú                      |
| Coupe de l'UFOA 1982                               | UDI Bissau                              |
| Promotions et relégations                          |                                         |
| Promus en Primeira Divisião                        | Aucun                                   |
| Relégués en Segunda Divisião                       | Futebol Clube de Quinara                |
| Relégués en Segunda Divisião                       | Desportivo Recreativo Cultural de Farim |